# Pseudobryophila preciosa
Pseudobryophila preciosa är en fjärilsart som beskrevs av Thierry-mieg 1905. Pseudobryophila preciosa ingår i släktet Pseudobryophila och familjen nattflyn. Inga underarter finns listade i Catalogue of Life.